# .nf
.nf is het achtervoegsel van domeinnamen van Norfolk (eiland).
.nf is lid van CoCCA, een groep die voor een aantal TLD's gemeenschappelijk de registratie verzorgt. De andere TLD's in deze groep zijn: .af, .cx, .dm, .gs, .ki, .mn, .mu, .na en .tl